# Riversul
Riversul é um município brasileiro do estado de São Paulo. Sua população de acordo com o Censo 2022 realizado pelo Instituo Brasileiro de Geografia e Estatística (IBGE) é de 5.599 habitantes.

## Topônimo
Riversul é uma abreviação de Ribeirão Vermelho do Sul que foi o antigo nome do município. Uma outra cidade tinha já anteriormente o nome de Ribeirão Vermelho do Sul na Bahia, e outras com nomes semelhantes: Ribeirão Vermelho, em Minas Gerais, e Ribeirão do Sul, também no estado de São Paulo. Então esta cidade foi rebatizada como Riversul, no princípio da década de 80, mais especificamente no dia 16 de abril de 1980. 
A lógica era simples: juntando as duas primeiras iniciais de Ribeirão com as três primeiras iniciais de Vermelho e mais a palavra Sul, formaria-se Riversul.

## História
Os mineiros Joaquim da Silva Bueno e José Ignácio Fróes foram os primeiros a se estabelecerem na região, iniciando, por volta de 1885, as primeiras lavouras. O pequeno povoado chamado Capela do Fróes, nasceu em torno da Capela dedicada a São Bom Jesus, construída pelos fundadores.
Os terrenos necessários à formação do Patrimônio, foram doados por Joaquim da Silva Bueno.
Dentre os novos moradores, destacou-se Processo Martimiano que, além de benfeitorias que implantou, conseguiu a criação do Distrito de Paz, em 1894, com o nome de Ribeirão Vermelho, devido ao Ribeirão que banha a localidade.
Na década de 1920, ocorreu grande desenvolvimento das lavouras locais e conseqüente aumento da comunidade. Assim, foi criado em 1924 o Município de Ribeirão Vermelho, voltando, no entanto, a Distrito de Paz, dez anos depois, devido ao êxodo de sua população em busca de novas fontes de colonização no Noroeste do Estado.
A categoria de Município, somente foi restaurada em 1953.
Em 1944, devido a localidades de idêntico nome, Ribeirão Vermelho foi acrescentado a partícula "do Sul", sendo alterado para Riversul, em 1980, atendendo solicitação dos moradores locais, no mandato do prefeito Aparecido Barbosa.

## Geografia
Localiza-se a uma latitude 23º49'42" sul e a uma longitude 49º25'45" oeste, estando a uma altitude de 587 metros. Possui uma área de 386,195 km², representando 0.1556% do estado, 0.0418% da região e 0.0045% de todo o território brasileiro.

### Hidrografia
- Rio Verde
- Ribeirão Vermelho
- Rio Itararé

### Rodovias
- SP-281
- SP-275

## Demografia
População estimada 2016: 5.866
Dados do Censo - 2010
População total: 6.163
- Urbana: 4.492
- Rural: 1.671
- Homens: 3.047
- Mulheres: 3.116

Densidade demográfica (hab./km²): 18,62
Mortalidade infantil até 1 ano (por mil): 18,1
Expectativa de vida (anos): 72,94
Taxa de fecundidade (filhos por mulher): 2,7
Taxa de alfabetização: 83,00%
Índice de Desenvolvimento Humano (IDH-M): 0,694
- IDH-M Renda: 0,607
- IDH-M Longevidade: 0,671
- IDH-M Educação: 0,805

(Fonte: IPEADATA)

## Política e administração
- Prefeito:  José Guilherme Gomes (PDT) (2017/2020)
- Vice-prefeito: Marcos Roberto dos Santos (PR)

## Infraestrutura

### Comunicações
O sistema de telefones automáticos foi inaugurado na cidade em 1977 pela Telecomunicações de São Paulo (TELESP), que também implantou o sistema de discagem direta à distância (DDD) em 1980 com o código de área (0155). Anteriormente a cidade era atendida pela Companhia de Telecomunicações do Estado de São Paulo (COTESP).
Na década de 90 o código DDD da cidade foi alterado para (015), para padronização do sistema telefônico com a telefonia celular que estava sendo implantada em todo o estado.

## Religião
O Cristianismo se faz presente na cidade da seguinte forma:

### Igreja Católica
- A igreja faz parte da Diocese de Itapeva.[15]

### Igrejas Evangélicas
- Assembleia de Deus Ministério do Belém.[16][17]
- Congregação Cristã no Brasil.[18]